# Sholavandan
Sholavandan (சோழவந்தான்) est une ville de du district de Madurai, dans l'État du Tamil Nadu en Inde.

## Géographie
La ville est située sur la rive gauche du fleuve Vaigai, à 25 km au nord-ouest de Madurai.

## Économie
L'agriculture est la principale activité économique, notamment la culture du bétel, du riz, de la banane et de la noix de coco.